# Róg (województwo pomorskie)
Róg (kaszb. Rog) – osada w Polsce, na Pojezierzu Bytowskim, położona w województwie pomorskim, w powiecie bytowskim, w gminie Studzienice.
Osada kaszubska Róg jest częścią składową sołectwa Osława-Dąbrowa, przebiega tędy linia kolejowa Bytów-Lipusz (obecnie zawieszona).
W latach 1975–1998 miejscowość administracyjnie należała do województwa słupskiego.